# Apple Open Directory
Open Directory（オープン・ディレクトリ、OD）は、macOS Serverのディレクトリ・サービス及びネットワーク認証システム（Kerberosも備える）である。OPENSTEP由来のNetInfoに代わるものとして開発された。プラグイン構造で様々なサービスに対応出来ることを特徴とし、OpenLDAPベースのLDAPv3、NetInfo、BSDフラットファイルおよびNIS、Active Directoryに対応する。
管理には、サーバ管理とワークグループマネージャというGUIソフトが利用出来る他、コマンドラインでdscl等からも利用出来る。